# Râul Slatina, Sebeș
Râul Slatina este un curs de apă, afluent al râului Sebeș.

## Hărți
- Harta Județului Caraș-Severin
- Harta Muntele Mic și Țarcu  Arhivat în 28 martie 2010, la Wayback Machine.